# فريدريش شوتكي
فريدريش شوتكي (بالألمانية: Friedrich Schottky)‏ (و. 1851 – 1935 م) هو رياضياتي، وأستاذ جامعي ألماني، ولد في فروتسواف، كان عضوًا في الأكاديمية البروسية للعلوم، توفي في برلين، عن عمر يناهز 84 عاماً.